# Luis Blanc Bofill
Luis Blanc Bofill (Barcelona, 17 de noviembre de 1939-Barcelona, 3 de diciembre de 2022) fue un escultor español, que trabajó diferentes materiales entre los que destacan piedra, hierro, madera y bronce. Se especializó en el arte abstracto y figurativo, donde empleó técnicas y procesos como el assemblage, entre otros.
Blanc Bofill se encuentra incluido en el Archivo de Artistas Abstractos en España (AAAeE) y varios de sus trabajos aparecen publicados en revistas especializadas de arte. Realizó exposiciones individuales en diversas casas culturales, fundaciones, museos, galerías y escuelas de arte a nivel nacional e internacional.

## Biografía
Luis nació en la ciudad de Barcelona, en España, el 17 de noviembre de 1939. Obtuvo una licenciatura en Farmacia de la Universidad de Barcelona, aunque esta elección de estudios fue influenciada por su padre. Durante el período de 1961 a 1965, estudió Arte en París bajo la tutela de su tío abuelo, el escultor novecentista Esteve Monegal i Prat, en las academias Julien y de la Grande Chaumière, así como en el taller del escultor Mougin.
Después de regresar a Barcelona, comenzó a frecuentar el taller de Rafael Solanich y retrató su entorno. Durante este período, destacan las esculturas en bronce llamadas «Gloria» y «En d'Oro».
Posteriormente, incursionó en el campo de la publicidad y trabajó en ese ámbito hasta 1992, cuando finalmente decidió dedicarse exclusivamente a la escultura. En 2007, presentó una exposición retrospectiva llamada «30 anys d'escultura» en el Espai Volart de la Fundación Vila Casas. A través de esta exposición, se buscó, según la fundación, revelar su proceso de maduración artística desde sus inicios centrados en aspectos más plásticos, hasta sus obras más recientes, que se inclinan hacia posiciones más existencialistas y abstractas, gracias a una perspectiva temporal.
A lo largo de su trayectoria, trabajó con diversos materiales como piedra, hierro, acero, madera, cartón, l'object trouvé, así como espuma de poliuretano o plástico. Varias de sus obras fueron exhibidas en diversos centros culturales, fundaciones, galerías y museos como la Fundación Juan March, Fundación Vila Casas, el museo Fran Daurel, Fundación "la Caixa" y Àmbit Galeria d'Art, entre otros.
Falleció en la ciudad de Barcelona, el 3 de diciembre de 2022 a los 83 años.

## Obra

### En espacio público
- Escuela Nacional EGB Avenida España (Fuenlabrada – Madrid)
- Escuela Nacional EGB Concepción Arenal – Avda de las Ciudades (Getafe – Madrid)
- Centro de Estudios Luis Martín Santos (Móstoles – Madrid)
- Colegio Antonio Buero Vallejo (San Sebastián de los Reyes)
- CP República del Uruguay (Madrid)
- Plaça de la Porta Oberta (Cardedeu)
- Centro de BUP Arganda

### En instituciones
- Fundació Vila-Casas
- Fundació La Caixa
- Museu de Banyoles
- Fundació Privada Fran Daurel

### Exposiciones individuales
- 1980 Galería Eude Barcelona
- 1981 Calart art contemporain (Ginebra)
- 1982 Galería Montenegro (Madrid)
- 1983 Galería René Metras (Barcelona)
- 1984 Galeria d’Art del Vallès (San Cugat)
- 1986 Galería Theo (Barcelona)
- 1989 Galería Ciento (Barcelona)
- 1992 Galeria Àmbit i Galeria Eude (Barcelona)
- 1996 Galeria Maja en Eylard Van Hall (Noordwijk – Holanda)
- 1997 Principal Montcada Barcelona
- 1999 Galeria Trece (Ventalló- Gerona)
- 2001 Galeria René Metras (Barcelona)
- 2007 Fundació Vila Casas
- 2017 Àmbit Galeria d’Art
- 2020 Pigment Gallery